# 小松由佳 (配音员)
小松由佳（日语：／ Komatsu Yuka，1978年3月8日—），是日本东京都出身的女聲優、舞台演员、旁白解说员。青二Production所属。身高155公尺。血型B型。青二塾东京校2部1期生毕业。

## 人物介绍

### 经历
父亲是影像导演，母亲也很喜欢电影，从幼小在有电影在身边的家庭环境下教育。因此将来就有要当电影导演的梦想。而且同时以电影剧作家为目标，在指导下开始写舞台剧本，进入了舞台的道路。从大学时代开始表演，作为演员自己站在舞台上也开始了演技。
一边继续剧团活动，一边心里一直想着拍摄电影，开始了放映技师的非正式工作。但是由于在这条道路上很难维持生计，仍然想着从事与很喜欢的电影以及有关的工作的关系，下决心成为配音演员。。
1998年在青二Production附属的声优培训学校青二塾东京校2部入塾。在有夜间课程的2部成为1期生，同期生还有金田朋子。2000年毕业，演艺考试合格，就这样成为了青二Production所属的配音演员。

### 特色
拥有性感的声音。能扮演强硬的女主角、性感的恶女等各种各样的女角色。外国电影的吹替配音是她的声优生涯之柱，她为《穿普拉达的女王》（DVD/BD版）里的安德莉亚、《阿凡达》里的奈蒂莉、《创：战纪》里的葵拉等多部作品的女主角配音。海外电视剧的吹替配音有《天赐》里的杰西、《拉斯维加斯》里的德琳达等。
在动画方面为《FRESH光之美少女！》里的熱情果天使（东雪奈／伊丝）、《吊带袜天使》里的Scanty等多部动画作品的角色配音。
在解说业方面也在新闻节目、纪录片、综艺节目、节目宣传、电视广告等各种各样类型的活动中活跃。

## 演出作品

### 電視動畫
時期未知
- 櫻桃小丸子（服飾店阿姨、主婦、男孩、咖啡廳女性、銀行職員）

2000年
- 胜负师传说 哲也（少年）

2001年
- 週刊STORYLAND（雙子、老婦人、小學生、DJ、掃除婦）
- 笑笑★小莫加（GBB）
- 淘氣小樂樂（美美）
- 第一神拳（離子、女孩子、鬼怪）
- 通灵王（爱莉沙、沙堤）
- 聖石小子（舞蹈編導）
- 心之图书馆（護士）

2002年
- 戰鬥陀螺2002（男子2、瑪麗亞姆[3]、少年A）
- Kanon（男學生）
- 神奇寶貝（霸王花）
- 槍之國度（女）
- 筋肉人二世（諾麗香）
- 翼神世音（操作員）
- 青出於藍（夕子）
- 禁獵魔女（花村美加）
- 釣魚迷日記（女記者）

2003年
- 成惠的世界（和人的姊姊）
- F-ZERO傳說（阿羅女士）

2004年
- 爆裂天使（女孩子A）

2005年
- 黑貓（謬爾）

2006年
- 熱拳本色1 日美決戰篇（香奈兒小姐、寧寧）
- 貧窮姊妹物語（教師、餅乾店太太）
- 飛天小女警Z（雪女）
- 完美小姐進化論（房東阿姨／中原美音、招待）
- 真仙魔大戰（天女）

2007年
- 飛天小女警Z（美女秘書）
- 月亮的距離 1st season -Lift off-（金）
- 洋蔥和尚朝太郎（吉恩[4]）

2008年
- 波菲的漫長旅程（女客人）
- GUNSLINGER GIRL -IL TEATRINO-（拉協兒）
- 鬼太郎（第5作）（助理導演）
- 無限之住人（淺野時）
- 美肌一族（女客人）
- 骷髏13（吉娜）

2009年
- FRESH光之美少女！（东雪奈／伊丝／百香果天使）
- 信蜂（比斯狄斯、莎拉）

2010年
- 神奇寶貝 鑽石&珍珠（志摩子）
- ONE PIECE（女客人）
- 戀愛班長（記者、女性）
- 火影忍者疾風傳（輕）
- 吊带袜天使（Scanty、夫人、鬼魂E）

2011年
- 信蜂 REVERSE（莎拉）
- 我們沒有羽翼（高內昌子）

2012年
- 軍火女王Perfect Order（黑坂）
- 最後流亡-銀翼的飛夢-（阿拉烏達〈15歲〉）

2014年
- Happiness Charge 光之美少女！（百香果天使[5]）
- 金田一少年之事件簿R（加賀谷唯）
- 英雄銀行（寶乃光[6]、電腦）
- JoJo的奇妙冒險 星塵鬥士（榭莉·波魯那雷夫）
- ONE PIECE（市民的聲音）

2015年
- 境界之輪迴（貓耳騙子神）
- 櫻桃小丸子（吉野）
- GANGSTA.（夫人）
- ONE PIECE（媽媽）
- 排球少年！！第二季（田中冴子）

2016年
- 勇利!!! on ICE（美奈子）
- 排球少年！！烏野高中VS白鳥澤學園高中（田中冴子）
- 名侦探柯南（鹿間充子）

2017年
- ONE PIECE（莎莉·南特佳內特）
- 七龙珠超（凱莉芙拉、愷芙拉）
- 虎面人W（Mother Devil）
- 慕留人-火影忍者新世代-（秋道輕）

2018年
- 夢王國與沉睡中的100位王子殿下（王妃）

2019年
- 臨死！！江古田（友人M）
- ONE PIECE（桃兔／木遠、沙羅曼蛇老師）
- PSYCHO-PASS心靈判官3 FIRST INSPECTOR （安·歐瓦尼）

2020年
- 排球少年！！TO THE TOP（日向的母親、田中冴子、黑尾鐵郎〈小6〉）
- 動物新世代 BNA（艾爾莎）
- 阿薩里爾 未來的民間故事（阿布·拉）
- 大欺詐師（桃樂絲、香香、女性）

2021年
- 怪病醫拉姆尼（琴的母親）
- 半妖的夜叉姬（海蛇女）
- 數碼寶貝幽靈遊戲（金角獸）

2022年
- 更多！認真地不認真的怪傑佐羅力 第3期（歐尼）

2023年
- 逃走中 THE GREAT MISSION（兔櫻瑪琳）

2025年
- 阿薩里爾2 未來的民間故事（達利克的妻子）
- 新吊帶襪天使（Scanty[7]、護士）

### OVA
2016年
- 排球少年！！「VS不及格」（田中冴子）

### 遊戲
- 英雄傳說 軌跡系列（尤莉亞·舒華茲）
- 超級機器人大戰OG系列（葛菈琪絲）
- 無雙OROCHI 2（玉藻前、九尾狐）
- 無雙OROCHI 3（玉藻前、九尾狐）
- 超级七龍珠群雄（凱莉芙拉、愷芙拉）
- 七龍珠 異戰2（凱莉芙拉、愷芙拉）
- 七龍珠 FighterZ（凱莉芙拉、愷芙拉）
- 七龍珠 Legends（凱莉芙拉、愷芙拉）

### 劇場版動畫
- 鋼之鍊金術師劇場版 香巴拉的征服者
- FRESH光之美少女！玩具王国有很多秘密！？（东刹那/伊丝/百香果天使）
- 光之美少女 All Stars DX2 希望之光☆守护彩虹宝石！（东刹那/伊丝/百香果天使）
- 光之美少女 All Stars DX3 传达到未来！连结世界☆彩虹之花！（东刹那/伊丝/百香果天使）
- 光之美少女 All Stars New Stage 未来的朋友（东刹那/伊丝/百香果天使）
- 光之美少女 All Stars New Stage2 心之朋友（东刹那/伊丝/百香果天使）

### 網路動畫
2015年
- 歐西里斯的天秤（日语：オシリスの天秤）（Narration）

2019年
- 超级七龙珠群雄（凱莉芙拉）

2024年
- GREAT PRETENDER razbliuto（ドロシー[8]）